# Терский усач
Терский усач (лат. Barbus ciscaucasicus) — вид лучепёрых рыб из рода барбусов семейства карповых. Является пресноводной, наддонной (бентопелагической) рыбой. Научное описание вида впервые дано Карлом Фёдоровичем Кесслером в 1877 году.

## Описание
Отличается от крымского усача более мелкой чешуёй и высокопосаженными маленькими глазками. Длина тела половозрелых особей в пределах 10—25 см, масса составляет 40—200 грамм, самые крупные особи достигают 39 см и массы более 1 килограмма. Тело почти цилиндрической формы, удлинённое, как и рыло, сверху оливково-зелёного цвета, снизу — белое, с боков — покрыто множеством пятен тёмного цвета, которые иногда заходят на спинной и хвостовой плавники. Плоский лоб, профиль головы прямой, перед ноздрями круто уходит книзу. Диаметр глаз в 7,2—9,6 раза меньше длины головы. Двураздельная нижняя губа. Глоточные зубы трёхрядные (2.2.5-5.3.2). Две пары усиков, верхние усики достигают до задних ноздрей, нижние — почти до края предкрышки. Снаружи имеет 7—9 жаберных тычинок, изнутри их количество — 11—13. Спинной плавник косо усечённый, низкий с последним неветвистым лучом, сильным с мягкой верхней третью и 30—60 зубчиками. Хвостовой плавник с крупной выемкой и заострёнными лопастями, из которых нижняя длиннее грудного плавника. Грудные, брюшные и анальный плавники красноватого цвета. Свободная часть чешуи овального вида. На боковой линии находится 60—73 чешуйки. Икра, а также плохо пропаренное мясо — ядовиты.

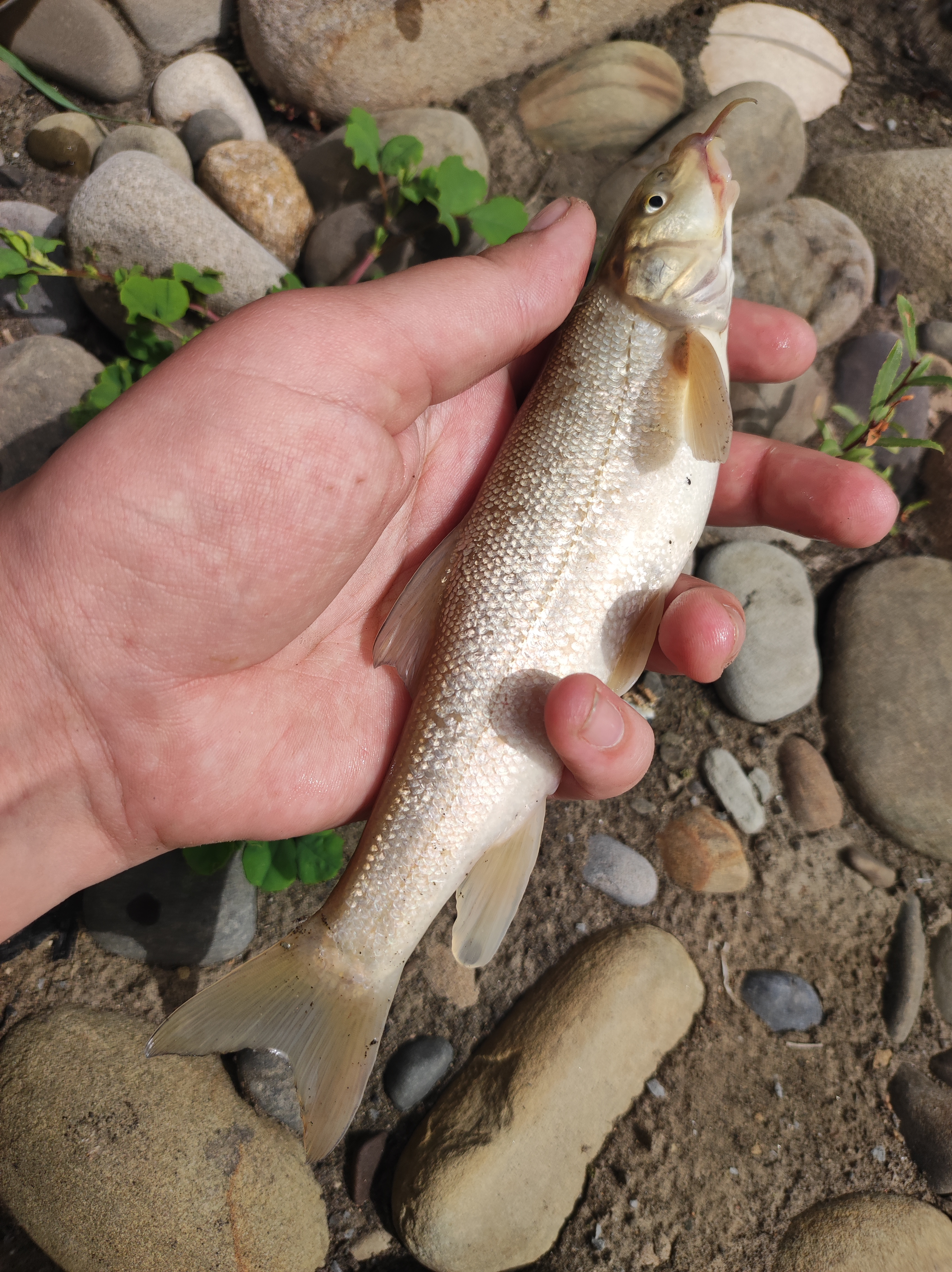
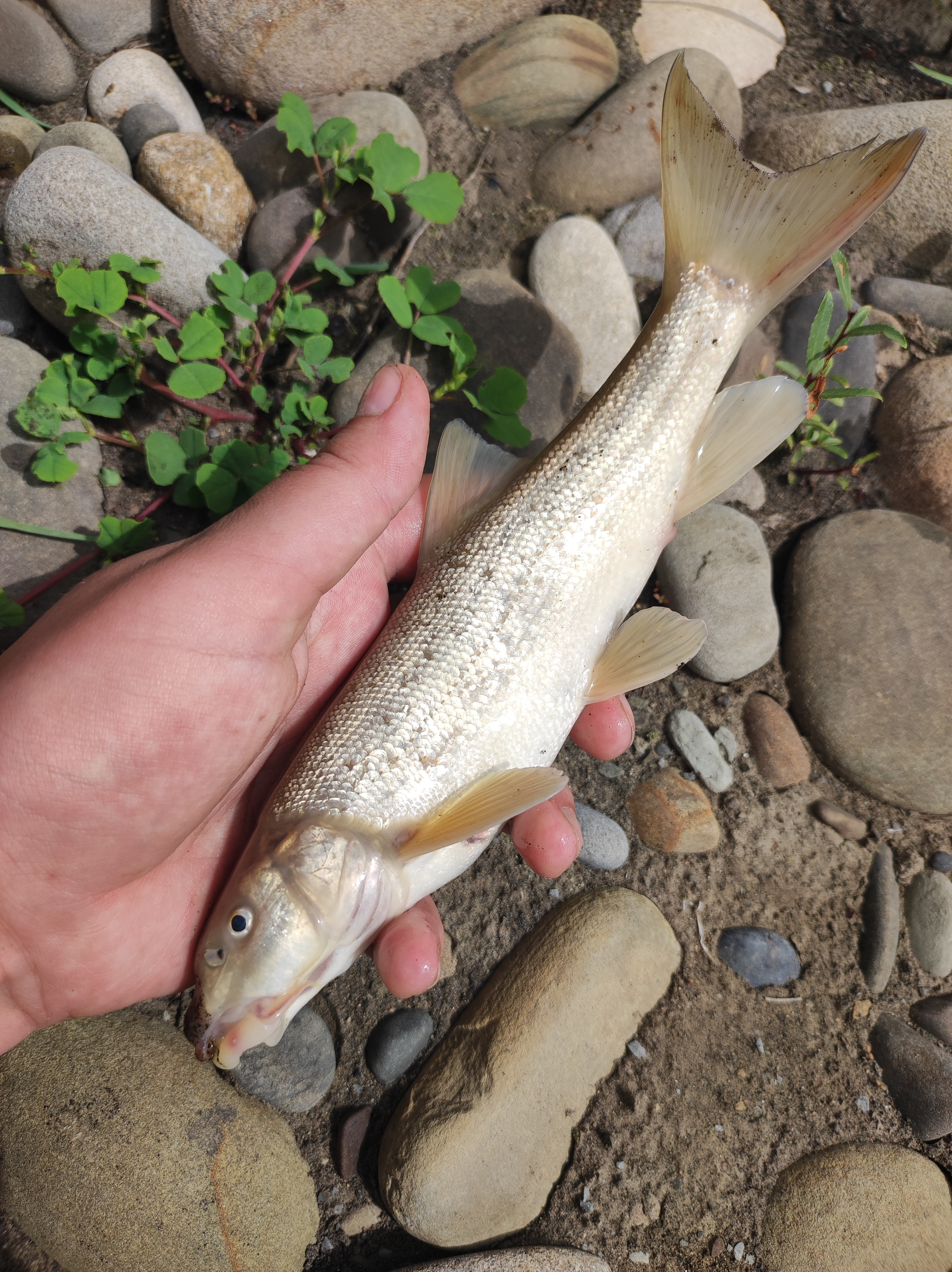
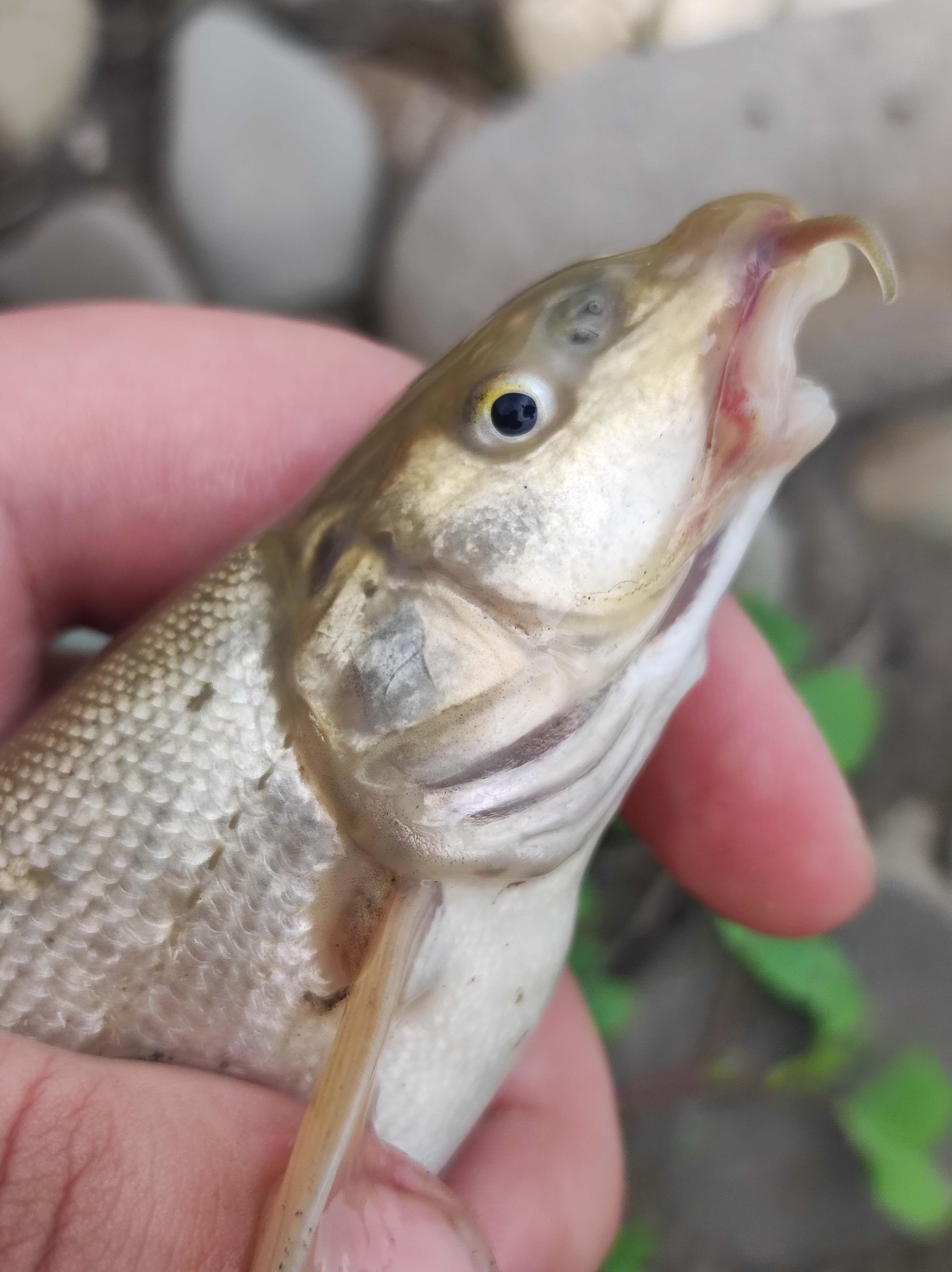
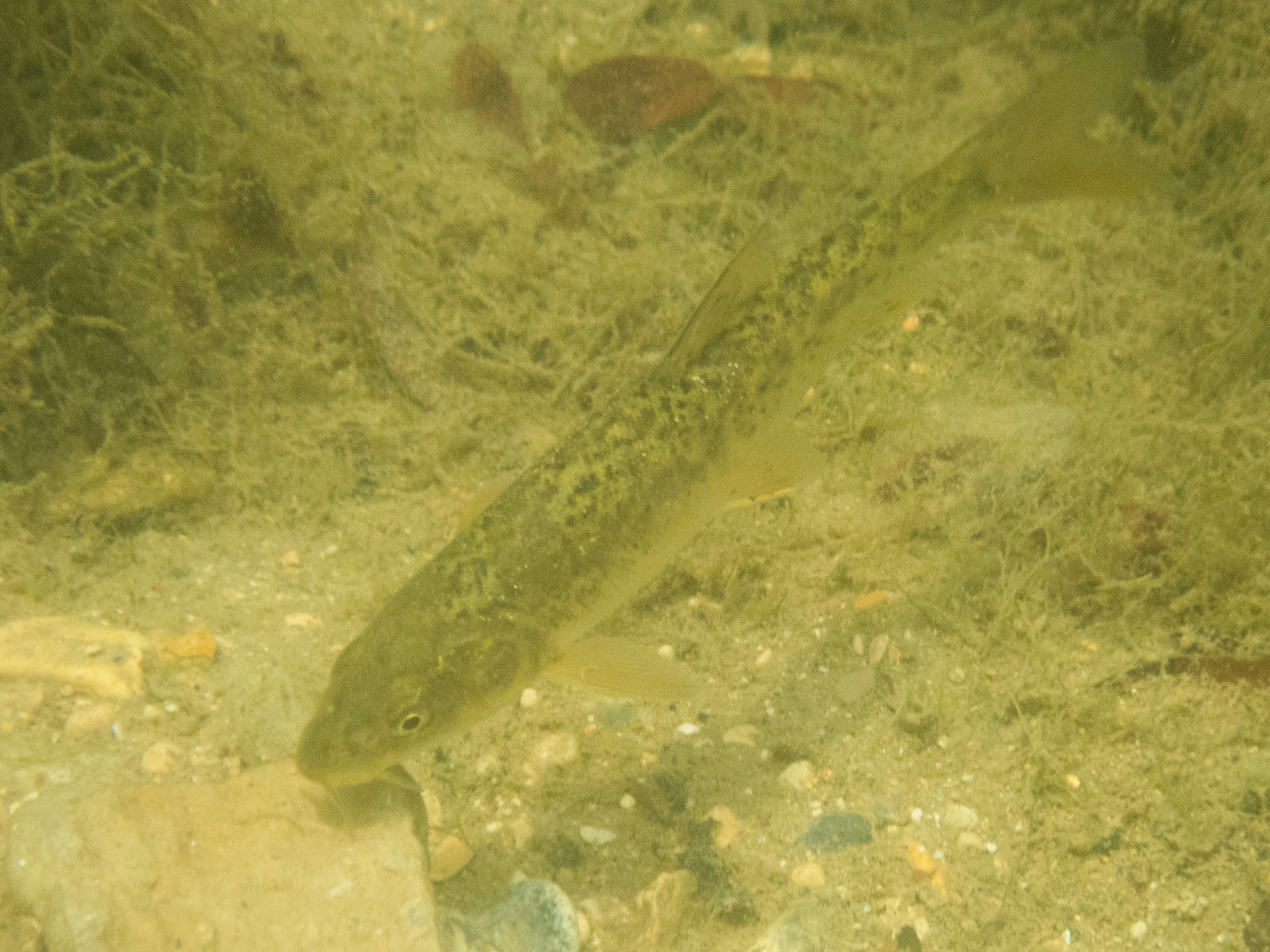
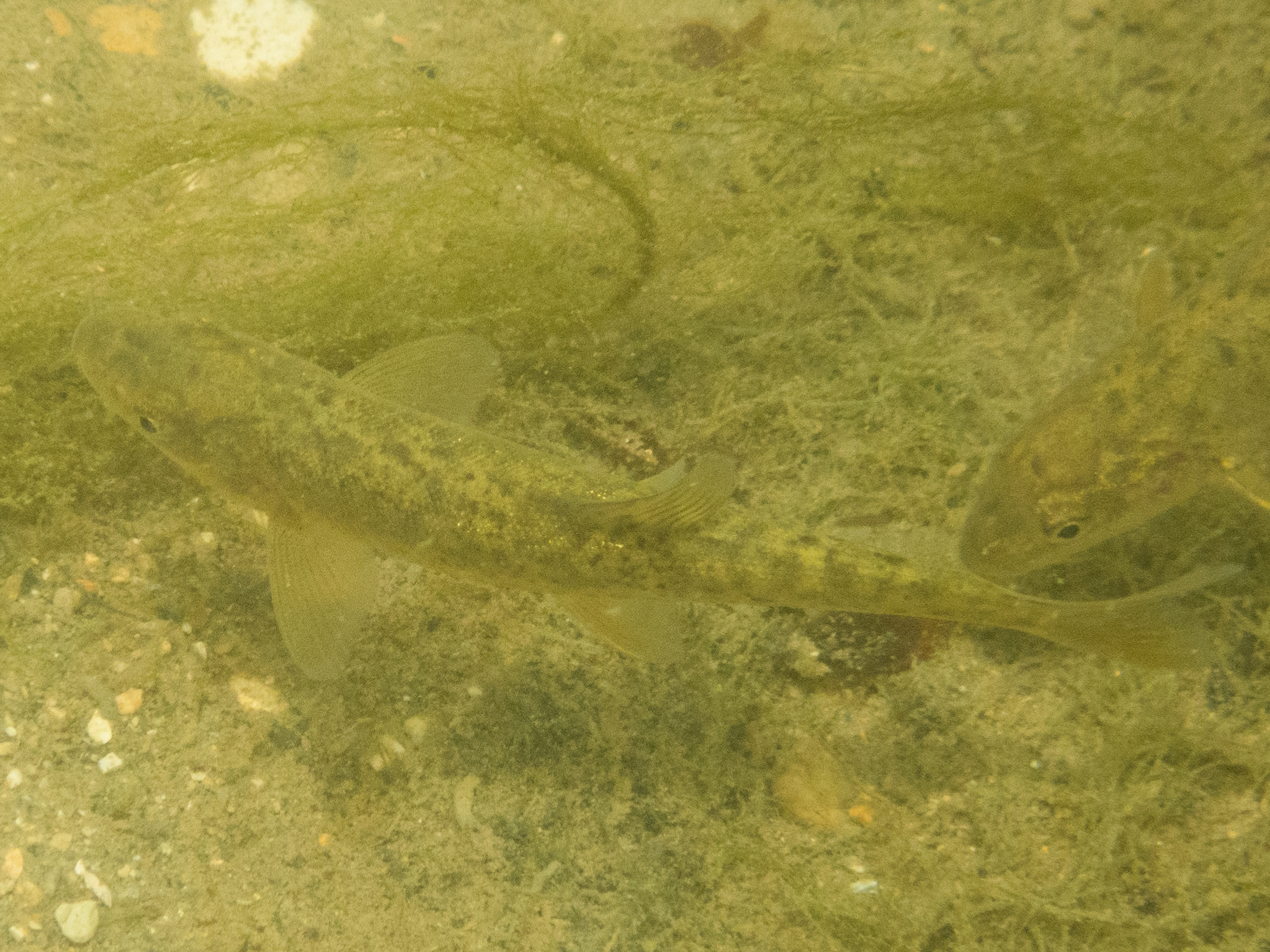
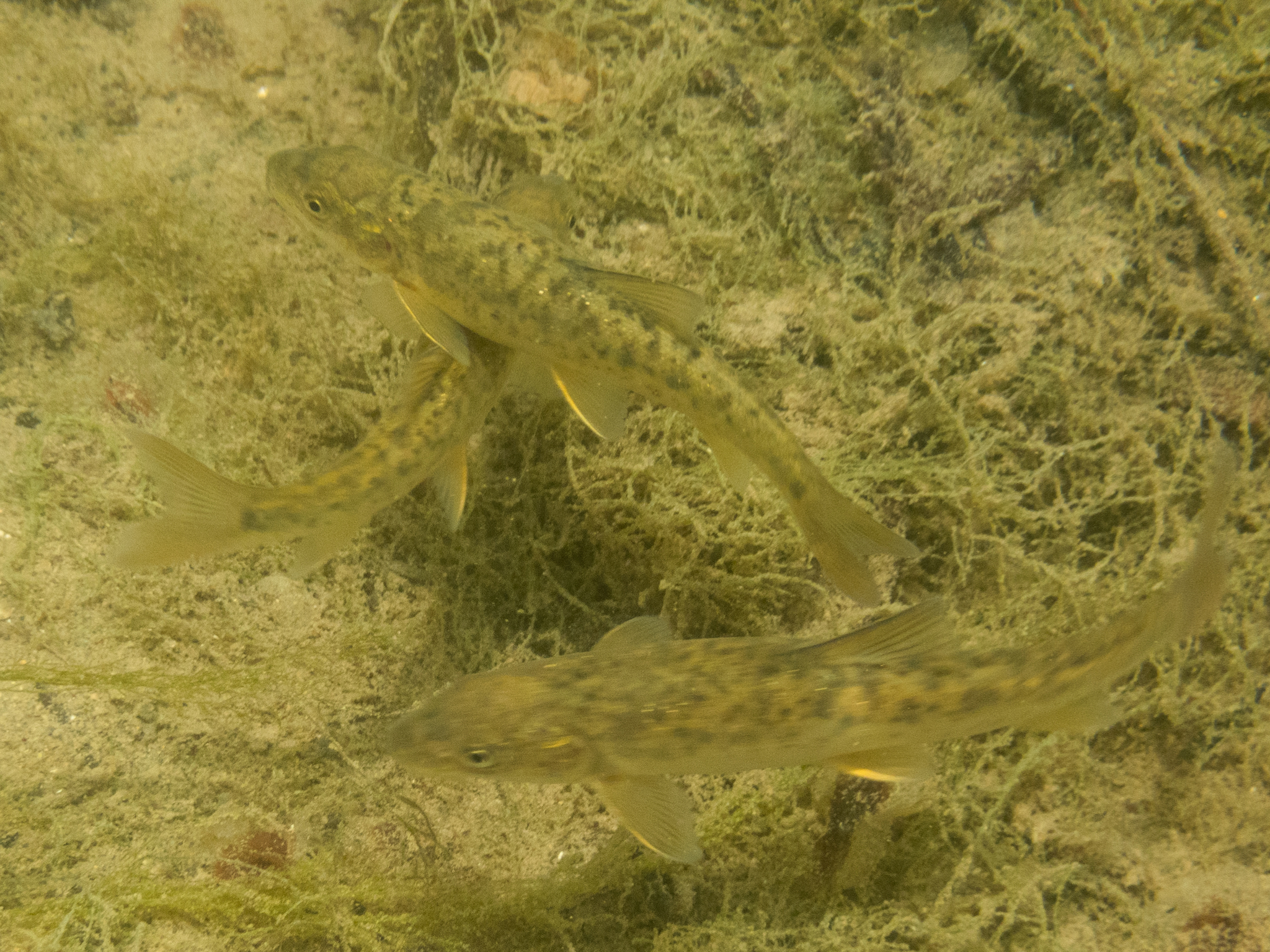

## Ареал
Встречается на Северном Кавказе, к западу от Каспийского моря: в бассейнах рек от Терека до Самура (пограничного с Азербайджаном), в частности обитает в бассейнах Кумы, Сулака, Рубаса, Самура, Шураозена, Чираха и Кураха и реках Северного Азербайджана. Широко распространён как на равнине так и высоко в горах. После строительства Кумо-Манычского канала проник в Чограйское водохранилище (бассейн Дона).

## Образ жизни
Образ жизни изучен слабо. Взрослые особи во множестве обитают в чистых предгорных и горных участках рек и ручьёв с каменистым, галечниковым или твёрдо-глинистым дном и хорошей аэрацией. Держатся у самого дна. Питаются донными беспозвоночными, личинками веснянок, комаров, ручейников, икрой других рыб, в незначительном количестве — диатомовыми водорослями, семенами растений и зоопланктоном. Во время нереста, который порционный и растянут от начала мая до конца августа, стайками по 20—30 особей мигрируют вверх по реке и откладывают икру в мелких притоках на песчано-галечное дно. Основная масса рыб нерестится во второй половине июня — начале июля. Средняя плодовитость самки — 4740 икринок. На 9—15 день, при температуре воды 9—11 °C из икры выходят личинки. Мальки обитают в нерестовых реках, где держатся, в основном, на мелких каменистых перекатах, к концу лета вырастают до 9 см. По достижении половозрелого возраста, на 3—4 году жизни (данные по Куме и Тереку), мигрируют вниз по реке. В зимний период терский усач впадает в спячку, уходя в глубокие места, но в небольших количествах продолжает попадаться в уловах рыбаков.

## Статус
Является объектом любительского лова, ценится за высокие вкусовые качества. Из-за малочисленности промыслового значения не имеет. Крайне редок в бассейне Кумы. Вид внесён в Красный список МСОП, как вид, не требующий специальных мер по охране.